# César Arthaud de La Ferrière
Pour les articles homonymes, voir Ferrière.
César Arthaud de La Ferrière, né le 20 avril 1804 à Lyon et mort le 2 avril 1881 à Cannes, est un homme politique français, chambellan de Napoléon III, et président du conseil général de l'Ain de 1861 à 1871.

## Biographie
Il est le l'arrière petit-fils de Philibert Arthaud de Bellevue (fils d'André Arthaud, échevin de Lyon en 1677 et de Melle de Masso).

## Vie privée
Il se marie le 2 mars 1829 à Fareins avec Cornélie de Sarron (1810-1854).